# Lijst van oorlogsmonumenten in IJsselstein
De Nederlandse gemeente IJsselstein heeft 2 oorlogsmonumenten. Hieronder een overzicht.
| Nr.  | Object                                  | Herdachte groep | Ontwerper       | Onthulling | Type       | Locatie                  | Plaats      | Coördinaten                 | Foto              |
| ---- | --------------------------------------- | --- | --------------- | ---------- | ---------- | ------------------------ | ----------- | --------------------------- | ----------------- |
| 1697 | Monument in het Kronenburgplantsoen     | militairen in dienst van het Ned. Kon. na 1945, militairen in dienst van het Ned. Kon. 1940-1945, vervolgden Nederland | Ir. H. de Vries |            | plaquette  | Utrechtsestraat, 3401 BM | IJsselstein | 52° 1' 14" NB, 5° 2' 42" OL | Meer afbeeldingen |
|      | Herdenkingsmonument voor Nico Steenbeek | militairen in dienst van het Ned. Kon. 1940-1945                                                                       |                 |            | gevelsteen | Voorstraat               | IJsselstein |                             |                   |

Amersfoort ·
Baarn ·
Bunnik ·
Bunschoten ·
De Bilt ·
De Ronde Venen ·
Eemnes ·
Houten ·
IJsselstein ·
Leusden ·
Lopik ·
Montfoort ·
Nieuwegein ·
Oudewater ·
Renswoude ·
Rhenen ·
Soest ·
Stichtse Vecht ·
Utrecht ·
Utrechtse Heuvelrug ·
Veenendaal ·
Vijfheerenlanden ·
Wijk bij Duurstede ·
Woerden ·
Woudenberg ·
Zeist